# Guglielmo Gatti
Guglielmo Gatti (Roma, 29 settembre 1905 – 2 settembre 1981) è stato un archeologo italiano.
Viene considerato uno dei più grandi archeologi italiani.

## Biografia
Primo di tre figli, Guglielmo Gatti nacque a Roma il 29 settembre 1905 da Edoardo e Giulia Giuliani. Il nonno, Giuseppe Gatti, sposato con un'erede della famiglia Bernini, era stato un notissimo epigrafista, specializzato in epigrafia giuridica e autore di numerosi studi di iscrizioni su lamine bronzee, bolli laterizi e monumenti, studi pubblicati in Notizie degli Scavi e presso la Regia Accademia dei Lincei. Alla sua scomparsa il 2 settembre 1914, il Comune di Roma volle dedicargli una tomba nel Cimitero del Verano e intitolargli una strada lungo la via Nomentana.
Il padre Edoardo Gatti, disegnatore e coordinatore di scavi alla Sovrintendenza di Roma, anch'egli autore di pubblicazioni su ritrovamenti archeologici in occasione di sterri a Roma e nei dintorni, fu a lungo impegnato nei progetti e poi nelle prime operazioni di recupero delle navi di Nemi. Morì per malattia il 31 luglio 1928, senza poter vedere l'affiorare delle strutture più alte della prima nave che apparvero il 28 marzo dell'anno successivo. Anche a lui fu dedicata una strada, nell'abitato di Ostia.
A seguito della scomparsa del padre, Guglielmo, che aveva intrapreso gli studi di ingegneria, dovette interromperli per sostenere la famiglia, entrando come disegnatore presso la Sovrintendenza e poi presso il Comune di Roma. Si laureò nel frattempo in lettere antiche, con una tesi sul Campo Marzio.
L'inizio della sua attività scientifica può datarsi dal 1929, quando concorse alle rilevazioni grafiche delle navi recuperate dal lago di Nemi: i suoi disegni corredarono la storica pubblicazione di Paolo Ucelli, edita nel 1940, e alcuni di essi sono tuttora esposti nel Museo delle navi romane di Nemi. Mentre la sorella Gabriella in quegli anni intraprendeva la carriera artistica affermandosi come soprano, Guglielmo si dedicò prevalentemente allo studio della topografia di Roma antica, unendo alla sua preparazione tecnico-scientifica e a una straordinaria abilità grafica quelle conoscenze archeologiche che aveva assorbito dall'ambiente familiare. Il nonno Giuseppe e il padre Edoardo gli lasciarono, infatti, un archivio di notizie e appunti di scavo, che egli avrebbe nel tempo arricchito e che, dopo la scomparsa, i suoi eredi hanno donato nel 1985 all'Archivio Centrale dello Stato.
All'età di trent'anni pubblicò la sua prima grande scoperta: esaminati i frammenti della Forma Urbis Severiana sino ad allora ritenuti appartenere alla rappresentazione dei Saepta Iulia in Campo Marzio, egli li attribuì invece alla Porticus Aemilia e ai contigui Horrea Galbana di via Marmorata.
In questo periodo preparò una cartografia archeologica di Roma utilizzata anche dopo alcuni decenni.
Durante l'elaborazione di tale scoperta, conobbe Maria Monti, che stava preparando la tesi di laurea in lettere antiche sul Campo Marzio: si sposarono nel 1939 ed ebbero poi quattro figli.  Contribuì in quel periodo al recupero e alla sistemazione dell'Ara Pacis Augustae e, nel 1949, partecipò al concorso di idee per la sistemazione dell'Ara e del mausoleo di Augusto, scrivendo una precisa relazione sui lavori all'allora Soprintendente dei Beni Archeologici del Lazio, Salvatore Aurigemma. Nel Museo, inaugurato lo scorso anno, sono esposti una sua ricostruzione del monumento e alcune citazioni del suo contributo.
Oltre che al mausoleo di Augusto e all'Ara Pacis, Gatti dedicò studi monografici anche alla Porta Esquilina, al viadotto della via Aurelia, alle Basiliche paleocristiane di San Lorenzo fuori le mura, al mausoleo dei Gordiani, curando personalmente il corredo grafico degli studi pubblicati; realizzò anche una planimetria dell'area del Foro Traiano
Socio dal 1950 della Pontificia accademia romana di archeologia, svolse conferenze illustrative dei suoi studi e pubblicò numerose ricerche scientifiche su note riviste specialistiche. Sviluppando il metodo del mosaico topografico, Gatti curò negli anni ‘50 il rilevamento del quartiere a grandi isolati nella zona di Piazza Colonna e di tutti i reperti archeologici che vennero alla luce nel corso dello scavo per la realizzazione della prima linea metropolitana di Roma, nonché di quelli emersi durante l'apertura della parte di via dei Fori Imperiali che attraversa la Velia.
Nel 1960, al seguito della pubblicazione della Forma Urbis (realizzata con G. Carettoni, A.M. Colini e L. Cozza), Gatti presentò, in una conferenza a Palazzo Braschi, il rivoluzionario risultato di lunghe e pazienti ricerche: la nuova localizzazione del Circo Flaminio nella zona del Portico di Ottavia e del Teatro di Balbo lungo la via delle Botteghe Oscure. Gli scavi avviati nel 1981 dalla Sovrintendenza Archeologica di Roma hanno portato al recupero della Cripta di Balbo e alla realizzazione di un apposito Museo nel quale, in occasione del centenario della nascita, è stata apposta una targa commemorativa del suo contributo.
Guglielmo Gatti percorse tutte le tappe della carriera dirigenziale e raggiunse il grado di Sovrintendente ai musei, monumenti e scavi della X Ripartizione del Comune di Roma, ottenendo anche nel 1963, per i suoi meriti scientifici, la Libera Docenza in Topografia Romana presso l'Università degli Studi di Roma "La Sapienza".
Dopo il collocamento a riposo nel 1970, presentò un lavoro sul Passetto di Borgo e l'alluvione del 1598, stimolato dalla quotidiana osservazione degli archi ciechi, ora riaperti, antistanti la sua abitazione in Borgo Pio: anche in questo caso, fu autore dell'intero corredo grafico e fotografico della pubblicazione. Dedicandosi anche alla tecnica dell'incisione su rame ad acquaforte, riprodusse dal 1948 e fino al 1974 numerosi scorci di ambiente romano e paesaggistico, che sono stati esposti in una mostra personale commemorativa, nel 1982, presso il Museo del Folklore a S. Egidio.
Al 1979  appartiene il suo ultimo importante contributo sul Teatro e la Cripta di Balbo. La morte lo colse improvvisamente il 2 settembre 1981, pochi giorni dopo l'accorato appello all'amata consorte di non disperdere il patrimonio documentale costruito da tre generazioni di archeologi. Quel patrimonio oggi costituisce l'"Archivio Edoardo e Guglielmo Gatti", custodito in originale presso l'Archivio Centrale dello Stato e in copia presso altre autorevoli istituzioni.
Nel 1983  fu intitolato a suo nome un Largo lungo via dei Fori Imperiali, spazio oggi assorbito nell'area della campagna di scavo antistante la Basilica dei SS. Cosma e Damiano, mentre nel 1989 è stata pubblicata la raccolta completa dei suoi scritti scientifici.
Nel 1999, durante i lavori per la costruzione della rampa di accesso di un parcheggio nei pressi di via del Gianicolo, sono stati ritrovati degli ambienti di epoca romana con muri intonacati e dipinti, che per primo il Gatti aveva rintracciato ed esplorato, descrivendoli in alcuni schizzi commentati, custoditi ora nell'Archivio centrale dello Stato (Cartelle Gatti XIV, 6228-6233).
Nel 2009, proprio utilizzando gli studi cartografico-archeologici del Gatti, l'archeologo Roberto Egidi ha scoperto nei pressi di piazza Venezia l'Athenaeum di Adriano..